# Ingrid Kraushaar
Ingrid Kraushaar (* 24. August 1944 in Dingelstädt) ist eine ehemalige deutsche Politikerin der CDU. Sie ist Mitglied des Thüringer Landtags in der 3. Wahlperiode 1999–2004 gewesen. 

## Leben
Nach dem Abitur 1962 in Heiligenstadt erlernte Kraushaar den Beruf einer technischen Zeichnerin und erwarb den Facharbeiter-Abschluss 1963. Es folgte ein Studium der Humanmedizin an der Karl-Marx-Universität Leipzig, das sie 1969 als Dr. med. abschloss. Bis 1974 schloss sich die Facharzt-Ausbildung zur Kinderärztin an. Diesen Beruf übte Kraushaar bis 1987 an der Poliklinik Heiligenstadt-Leinefelde aus. Von 1987 bis 1999 war sie EU-Rentnerin. Von 1990 bis 1994 absolvierte Kraushaar ein juristisches Ergänzungsstudium an der Georg-August-Universität Göttingen. Von 1997 bis 1999 war sie Dozentin für Kinderheilkunde an der höheren Berufsfachschule für Physiotherapie in Heiligenstadt.
1992 trat Kraushaar der CDU bei, von 1999 bis 2004 war sie Mitglied des Thüringer Landtags.
Kraushaar lebt in Kreuzebra. Sie ist katholisch, ledig und kinderlos.